# Johannes Maria Schmit
Johannes Maria Schmit (* 1981 in Trier) ist ein deutscher Theatermacher sowie Max-Ophüls-Preisträger des Jahres 2020.

## Ausbildung
In Trier geboren und in Wittlich aufgewachsen studierte Schmit zunächst Vergleichende Literaturwissenschaft in Saarbrücken und Kulturwissenschaften in Hildesheim. 2004 nahm er in Berlin an der Hochschule für Schauspielkunst Ernst Busch ein Studium im Fach Regie auf, das er mit einer von René Pollesch mentorierten Arbeit 2009 abschloss. Prägend sei für Schmit daneben auch seine Tätigkeit als Assistent und Co-Regisseur bei Laurent Chétouane gewesen, so etwa bei Tanzstück #2.

## Berufliche Tätigkeit
Nach einem Engagement als Hausregisseur am Centraltheater Leipzig (2008–2010), wo er u. a. die Uraufführung von Im Pelz der Dramatikerin Katharina Schmitt inszenierte, arbeitete Schmit ab 2011 als freier Regisseur und Performer im deutschsprachigen Raum (so u. a. am Staatstheater Mainz und am Schauspielhaus Graz) und in Schweden, hier vor allem in Verbindung mit der 2008 in Malmö formierten experimentellen Theatergruppe Institutet. In Malmö gründete er 2011 mit dem Performancekünstler Iggy Lond Malmborg das Duo White on White, das mit einer gleichnamigen Aufführungsserie auch international auf sich aufmerksam machte. Unter der neuen Intendanz unter Shermin Langhoff und Jens Hillje (seit 2013) ist Schmit auch regelmäßig am Maxim-Gorki-Theater Berlin vertreten. Aus der in den letzten Jahren intensivierten Zusammenarbeit mit dem Regisseur und Autor Tucké Royale ging 2020 Schmits erster und preisgekrönter Spielfilm Neubau hervor.
Daneben arbeitet Schmit, der in Schweden und Dänemark lebt, zurzeit (2020) als Doktorand der Stockholm University of the Arts an einer Dissertation mit dem Thema »Situating the director in a theatre of the future«.

## Auszeichnungen
- 2016: (zusammen mit der dänischen Performancekünstlerin Inga Gerner Nielsen) Leipziger Bewegungskunstpreis, ein seit 2005 verliehener Theaterpreis, für die Performance The Queeng of Ama*r.[4]
- 2020: Max-Ophüls-Preis des Filmfestivals Max Ophüls Preis für den Spielfilm Neubau.[5]
- 2021: Preis der Deutschen Filmkritik für das beste Spielfilmdebüt